# سیلویو دولچ
سیلویو دولچ (انگلیسی: Silvio Dulcich؛ زادهٔ ۱ اکتبر ۱۹۸۱) بازیکن فوتبال اهل آرژانتین است.
از باشگاه‌هایی که در آن بازی کرده‌است می‌توان به باشگاه فوتبال بوکا جونیورز اشاره کرد.